# 梵蒂岡國徽
梵蒂岡國徽為一面紅色的盾徽，上面有兩把交叉的聖伯多祿的鑰匙和一頂教宗的三重冕。

## 图集
- 教宗国国徽
- 教宗国国徽
- 圣座牧徽
- 梵蒂冈国徽